# Scata
Scata (in corso Scata) è un comune francese di 41 abitanti situato nel dipartimento dell'Alta Corsica nella regione della Corsica.

## Società

### Evoluzione demografica
Abitanti censiti